# Joost van den Vondel
Joost van den Vondel (n. 17 noiembrie 1587 – d. 5 februarie 1679) a fost un poet, prozator și dramaturg neerlandez. Este considerat cel mai proeminent poet și dramaturg neerlandez al secolului XVII. Piesele sale dramaturgice sunt cele mai des jucate în Țările de Jos, iar piesa Joannes de Boetgezant (1662), despre viața lui Ioan Botezătorul, este considerată cea mai importantă piesă de teatru neerlandeză.

## Biografie

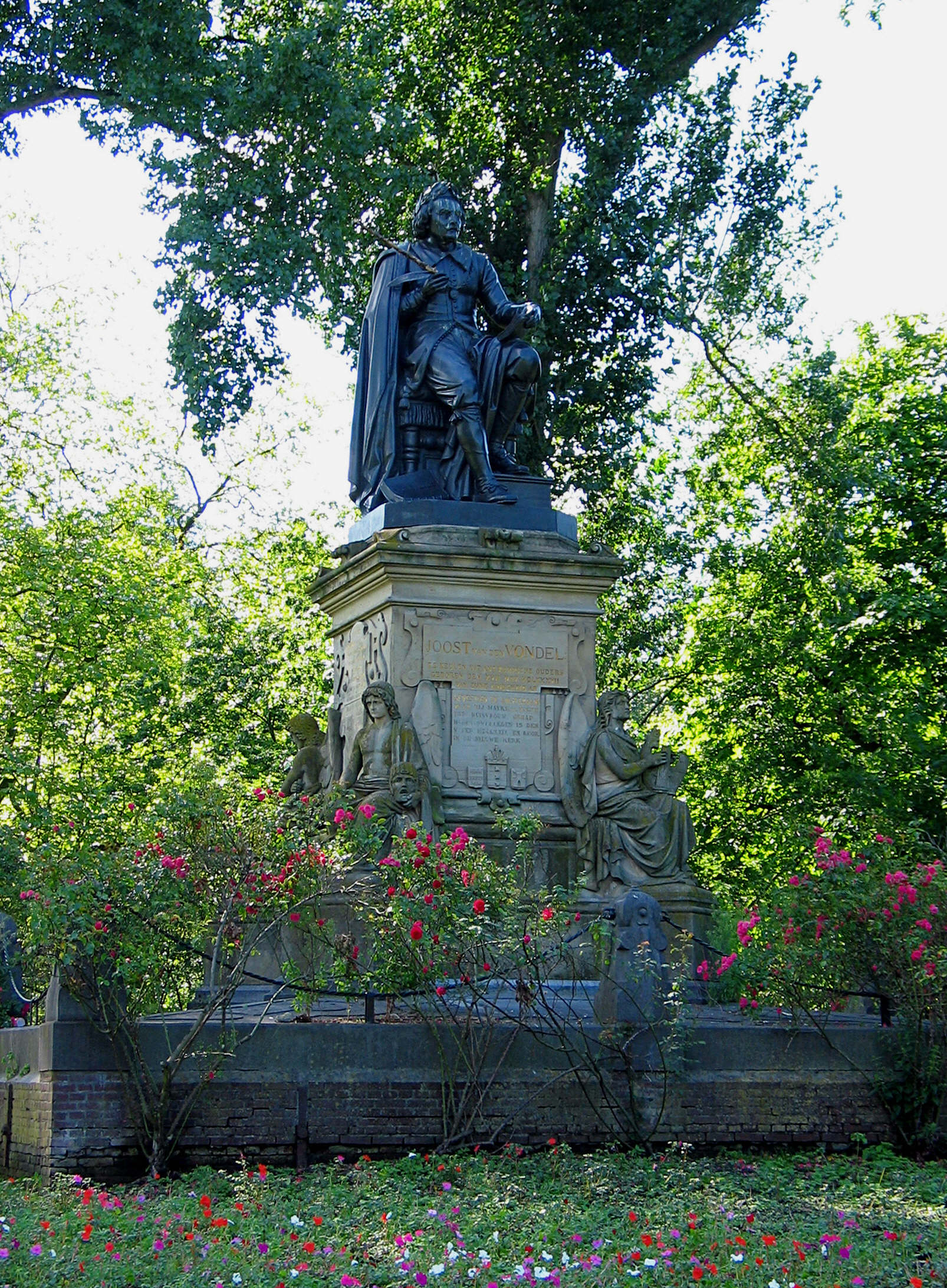
Statuia lui Vondel în Vondelpark din Amsterdam

Joost van den Vondel s-a născut la 17 noiembrie 1587 în Große Witschgasse în Köln, Sfântul Imperiu Roman. Părinții săi au fost menoniți din Antwerp. În 1595, probabil din cauza convingerilor religioase, au plecat din Antwerp la Utrecht, iar de aici au plecat și s-au stabilit în mult mai tolerantul Amsterdam, în tânăra republică olandeză.
La vârsta de 23 de ani s-a căsătorit cu Mayken de Wolff. Împreună au avut patru copii, doi dintre ei decedând la o vârstă fragedă. După moartea tatălui său, în 1608, Vondel a gestionat afacerea cu mătase a acestuia, magazinul aflându-se pe Warmoesstraat în Amsterdam. Între timp a învățat latina și a intrat în cercul literaților din Amsterdam. Celebrul Roemer Visscher, devenindu-i unul dintre prietenii apropiați.
În jurul anului 1641 s-a convertit la catolicism, gest care a șocat mulți dintre contemporanii săi, considerând că religia predominantă în Olanda este calvinismul. Încă nu se cunosc detaliile motivației acestui gest, dar se presupune că ar fi făcut acest pas deoarece era îndrăgostit de o doamnă catolică. (Soția sa Mayken de Wolff a decedat în 1635).
Vondel a fost un luptător pentru toleranță religioasă. De-a lungul vieții a scris multe satire critice la adresa calvinismului și ode dedicate lui Johan van Oldenbarnevelt. Aceste scrieri și noua sa religie, l-au făcut antipatic și nedorit în cercurile calviniste. A decedat la 5 februarie 1679, fiind onorat de către mulți dintre poeții vremii, dar urât de marea majoritate a societății calviniste.

## Opera

### Poezie
- Den Gulden Winckel der Konstlievende Nederlanders (1613)
- Hymnus ofte Lofgesangh over de wijdberoemde scheepvaert der Vereenigde Nederlanden (1613)
- Vorstelijcke warande der dieren (1617)
- Op de jongste Hollantsche Transformatie (1618)
- De Helden Godes (1620)
- Het lof der zeevaert (1623)
- Geboortklock van Willem van Nassau (1626)
- Bruyloftbed van P.C. Hooft en Helionora Hellemans (1627)
- Rommelpot van 't Hane-kot (1627)
- Verovering van Grol door Frederick Henrick, Prince van Oranje (1627)
- De Rynstroom (1630)
- Roskam (1630)
- Harpoen (1630)
- Een otter in 't bolwerck (1630)
- Geuse-vesper (1631)
- Decretum horribile (1631)
- Op Huygh de Groots verlossing (1632)
- Inwying der doorluchtige Schoole t'Amsterdam (1632)
- Kinderlijck (1632)
- Uitvaert van mijn dochterken (1633)
- Lyckklaght aan het Vrouwekoor, over het verlies van mijn ega (1635)
- Brieven der Heilige Maeghden, Martelaressen (1642)
- Aen de Beurs van Amsterdam (1643)
- J.J. Vondels Verscheide Gedichten (1644)
- Altaergeheimenissen (1645)
- Poezy (verzamelbundel) (1650)
- Inwijdinge van 't Stadhuis t'Amsterdam (1655)
- Het stockske van Joan van Oldenbarnevelt (1657)
- Zeemagazyn (1658)
- Wildzang (1660)
- Toneelschilt oft Pleitrede voor het toneelrecht (1661)
- Bespiegelingen van Godt en Godtsdienst (1662)
- Joannes de Boetgezant (1663)
- De Heerlijckheid der Kercke (1663)
- Uitvaert van Maria van den Vondel (1668)

### Teatru
- Het Pascha ofte de Verlossing Israels uit Egypten  (1610)
- Hiërusalem verwoest  (1620)
- Palamedes of Vermoorde Onnooselheijd  (1625)
- De Amsteldamse Hecuba  (1626)
- Jozef of Sofompaneas (1635)
- Gijsbrecht van Aemstel (1637)
- Maeghden (1639)
- Gebroeders (1640)
- Joseph in Dothan (1640)
- Joseph in Egypten (1640)
- Peter en Pauwels (1641)
- Maria Stuart of Gemartelde Majesteit (1646)
- Leeuwendalers, lantspel (1647)
- Salomon (1648)
- Lucifer  (1654)
- Salmoneus (1657)
- Jeptha of Offerbelofte (1659)
- David in Ballingschap (1660)
- David hersteld (1660)
- Samson of Heilige wraak (1660)
- Adonias of Rampsalighe kroonzucht (1661)
- Batavische gebroeders of Onderdruckte vryheit (1663)
- Faëton of Reuckeloze stoutheit (1663)
- Adam in Ballingschap of Aller treurspelen Treurspel (1664)
- Zunchin of Ondergang der Sineesche heerschappije (1667)
- Noah of Ondergang der eerste wereld (1667)

## In memoriam
Cel mai mare parc din Amsterdam, Vondelpark, îi poartă numele și o statuie care-l reprezintă este situată în partea nordică a parcului. Bancnota de cinci guldeni din 1950, până la retragerea de pe piața monetară în 1990, a fost inscripționată cu portretul lui Vondel.